# Metromenus scrupulosus
Metromenus scrupulosus är en skalbaggsart som först beskrevs av Blackburn 1977.  Metromenus scrupulosus ingår i släktet Metromenus och familjen jordlöpare. Inga underarter finns listade i Catalogue of Life.